# Autakoid
Autakoidi su biološki faktori koji deluju kao lokalni hormoni, imaju kratkotrajno dejstvo, deluju u blizini mesta sinteze, i ne prenose se krvotokom. Autakoidi su primarno karakterisani po njihovom dejstvu na glatke mišiće. U pogledu vaskularnih glatkih mišića, oni mogu da budu vazokonstriktori i vazodilatatori.
Vazodilatorski autakoidi mogu da budu oslobođeni tokom fizičkog vežbanja. Njihov glavi efekat se može videti na koži. Oni omogućavaju gubitak toplote.
Reč autakoidi potiče od grč. Autos - sam i Acos - olakšanje, i.e. lek. Oni su lokalni hormoni i stoga imaju parakrini efekat. Predstavnici autakoida su: eikosanoidi, angiotenzin, neurotenzin, NO (azot-monoksid), kinini, histamin, serotonin, endotelini, itd.